# Islam

Alá (Dios) en árabe.

El islam (en árabe: ٱلْإِسْلَام‎, romanizado: al-Islām, lit. 'Sumisión (a Dios)', pronunciación en árabe: /alʔɪsˈlaːm/ⓘ ) es una religión abrahámica monoteísta que establece como premisa fundamental para sus creyentes que «no hay más dios que Alá y Mahoma es su profeta». La palabra árabe castellanizada como «Alá» significa Dios y su etimología es la misma de la palabra semítica El, con la que se nombra a Dios en la Biblia (y la Torá). El islam enseña que Dios es misericordioso, todopoderoso y único y ha guiado a la humanidad a través de profetas, escrituras reveladas y signos naturales. Las principales escrituras del Islam son el Corán, que se cree que es la palabra textual de Dios, así como las enseñanzas y prácticas (sunnah), en los relatos tradicionales (hadiz) de Mahoma (c. 570 – 632). Es la segunda religión más grande del mundo, tras el cristianismo y la que tiene mayor crecimiento en términos de seguidores, quienes se estima alcanzan 1900 millones, aproximadamente el 25 % de la población mundial.
Los eruditos islámicos definen al islam como: «La sumisión a Dios el Altísimo a través del monoteísmo, la obediencia y el abandono de la idolatría», es decir, la versión completa y universal de una fe primordial que fue revelada muchas veces antes a través de profetas como Adán, Abraham, Moisés y Jesús. Los seguidores del islam se denominan musulmanes. Creen que Mahoma es el último de los profetas enviados por Dios y sello de la Profecía. El libro sagrado del islam es el Corán, que según los musulmanes fue dictado por Alá a Mahoma a través del arcángel Gabriel y es considerado por ellos, escrito en árabe, como la revelación final e inalterada de Dios.
Se acepta como profetas principalmente (pero no limitándose) a Adán, Noé, Abraham, Moisés, Salomón y Jesús (llamado Isa), al que el Corán reconoce como: 'El Mesías, la Palabra de Alá, Su Verbo' (Sura 5, n.º 169). Además del Corán, se aceptan también como libros sagrados la Torá (el Pentateuco de los cristianos), los Salmos y el Evangelio.
Al igual que otras religiones abrahámicas, el Islam también enseña un juicio final con los justos recompensados en el paraíso y los injustos castigados en el infierno. Los conceptos y prácticas religiosos incluyen los Cinco Pilares del Islam, que son actos de adoración obligatorios, así como el seguimiento de la ley islámica, que toca prácticamente todos los aspectos de la vida y la sociedad, desde la banca y el bienestar hasta las mujeres y el medio ambiente. Las ciudades de La Meca, Medina y Jerusalén albergan los tres lugares más sagrados del Islam.
Desde un punto de vista histórico, el Islam se originó a principios del siglo VII en la península arábiga, en La Meca. y en el siglo VIII, el califato omeya se extendía desde Iberia en el oeste hasta el río Indo en el este. La Edad de Oro islámica se refiere al período que tradicionalmente data del siglo VIII al siglo XIII, durante el califato abasí, cuando gran parte del mundo históricamente musulmán estaba experimentando un florecimiento científico, económico y cultural. La expansión del mundo musulmán involucró varios estados y califatos como el Imperio otomano, el comercio y la conversión al Islam por actividades misioneras.
La mayoría de los musulmanes pertenecen a una de dos denominaciones: sunitas (85–90 %) o chiitas (10–15 %), y constituyen la mayoría de la población en cuarenta y nueve países. Las diferencias entre sunitas y chiitas surgieron del desacuerdo sobre la sucesión de Mahoma y adquirieron un significado político más amplio, así como dimensiones teológicas y jurídicas. Alrededor del 12% de los musulmanes viven en Indonesia, el país de mayoría musulmana más poblado; 31 % vive en el sur de Asia; 20 % en Oriente Medio-África del Norte y 15 % en África subsahariana. También se pueden encontrar importantes comunidades musulmanas en América, China y Europa. El Islam es la religión principal de más rápido crecimiento en el mundo.

## Etimología y significado
En árabe, «islam» (árabe: إسلام lit. 'aceptar, rendirse o someterse [a Dios]') es el sustantivo verbal que se origina en el verbo سلم (aslama), de la raíz trilítera س ل م (S-L-M), que forma una gran familia de palabras. en su mayoría relacionados con los conceptos de integridad, sumisión, sinceridad, seguridad y paz. Así, el islam representa la aceptación y sometimiento ante Dios. Los fieles deben demostrar su sumisión venerándolo, siguiendo estrictamente sus órdenes y aboliendo el politeísmo. En palabras del arabista Pedro Martínez Montávez:

Se dice habitualmente que islam significa sumisión total a Dios, lo que es indudablemente cierto, aunque no es menos cierto que ello corresponde a la traducción de solo una parte de la palabra. Queda una segunda parte por traducir, atendiendo a la raíz lingüística de la que deriva, que cubre el campo semántico del bienestar, de la salvaguarda, de la salud, de la paz. Quiere esto decir, sencilla y profundamente, que el creyente se somete a Dios, se pone en sus manos, porque tiene la seguridad de que así se pone a salvo. Obsérvese también que islam y salam —que es como en lengua árabe se dice paz— son términos hermanos, al derivar ambos de la misma raíz.

La palabra está dada por numerosos significados en el Corán. En algunos versos (ayat, en español aleyas), la calidad del islam como una convicción interna es acentuada: «A quien quiera que Dios se desee dirigir, él ampliará su pecho al islam». Otros versos conectan la palabra islām y dīn (traducido usualmente como ‘religión’ o ‘fe’): «Hoy, he perfeccionado su religión (dīn) para usted; he completado mi bendición sobre usted; he aprobado el islam para su religión». Todavía, algunas facciones describen el islam como una acción de devolver a Dios, más que solamente una afirmación verbal de fe.
Con frecuencia se confunden los significados de palabras o términos como árabe, musulmán o mahometano, islámico e islamista, que tienen significados distintos; para aclarar los significados de estas palabras pueden consultarse diversas referencias bibliográficas.

## Doctrina del islam

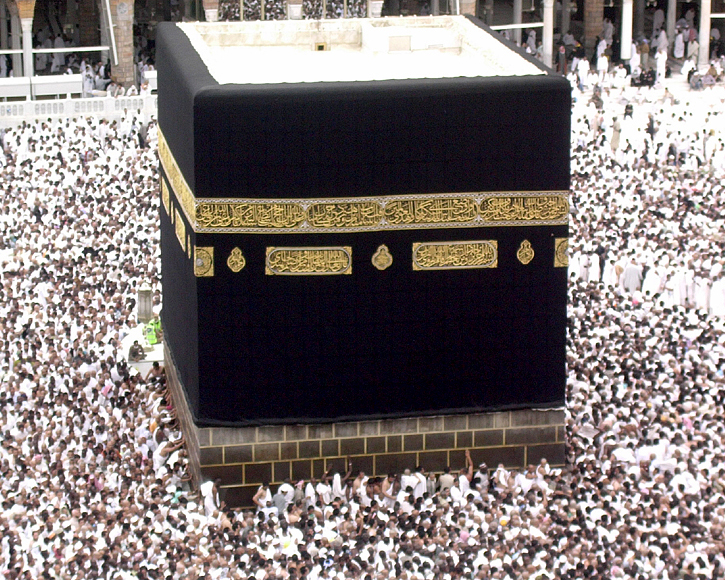
En el hajj (peregrinaje) se debe caminar siete veces sin detenerse alrededor de la Kaaba en La Meca.

Los pilares del islam según el sunismo son cinco:
1. El testimonio o shahada, primer pilar del islam, reza: «No hay dioses, solo Dios (principio suficiente) y Mahoma es su profeta (el último)».
2. La oración o salat, realizada cinco veces al día (del alba, del mediodía, de la media tarde, del crepúsculo y de la noche) orientada hacia La Meca (la Mezquita Sagrada) y la oración comunitaria de los viernes en la Mezquita, presidida por el califato.
3. El azaque, la limosna obligatoria, es una obligación económica imponible sobre bienes privados en beneficio de un grupo específico de personas en un momento determinado. Por ejemplo, en valores monetarios, la cantidad mínima para pagar el azaque es si se posee durante un año 85 g de oro o su valor equivalente en billetes o monedas, y si la persona no la necesita, tiene que pagar el 2,5 % de ella a las personas que merecen el azaque.[43]
4. El ayuno o ṣawm (صَوْم) en el mes de Ramadán (el noveno según el calendario lunar islámico), el cual consiste en la abstención de ingesta de cualquier índole y el contacto sexual hasta la puesta del sol. Este principio estará dispensado por motivos de salud, edad, embarazo o viaje, debiendo compensarse su no cumplimiento con la ayuda equivalente a un necesitado o el ayuno en otro momento del año.
5. La peregrinación o hajj a la mezquita santa de La Meca (con mayor precisión a la Kaaba, considerada por los creyentes como el primer santuario monoteísta, erigido por Adán mismo y reconstruido por Abraham e Ismael), al menos una vez en la vida, mientras exista la bonanza de medios para ello.

El modo de vida islámico se encuentra basado en una relación personal entre Alá y el creyente, siguiendo la Sharia, en donde la intención será el rasgo fundamental que rija todas las acciones del mismo.
- Según la opinión de chiita las ramificas de la religión siguiendo la clasificación más utilizada la religión se ramifica en:

1. El rezo (oración)
2. El ayuno
3. El jums (quinto)
4. La limosna obligatoria (zakat)
5. La peregrinación (hayy)
6. El esfuerzo en el camino de Dios (yihad)
7. El ordenar el bien, consiste en orientar y disuadir a la gente para que mantenga una conducta correcta que conduzca a la prosperidad tanto individual como social.
8. El prohibir el mal, consiste en reprobar las malas acciones de la gente o evitar que las cometan.
9. La amistad, consiste en amar, seguir y obedecer a Dios, al profeta Mahoma y a su Ahl ul-Bait (familia), y amar y ser amigos de todos aquellos que los aman, siguen y obedecen.
10. La exoneración, consiste en rechazar y alejarse de los enemigos de Dios, del profeta Mahoma y de su Ahl ul-Bait (familia).[44]

### Yihad

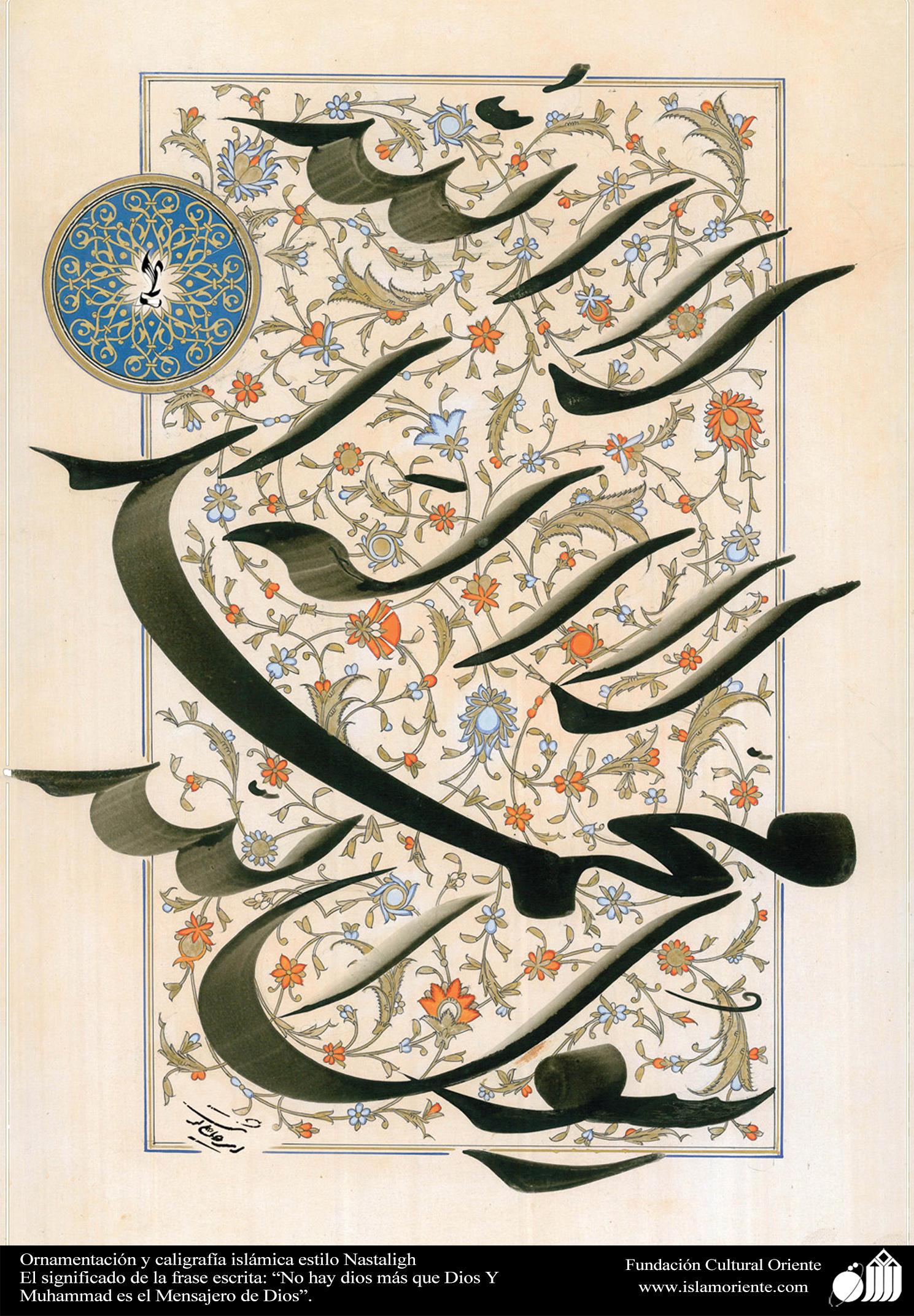
Caligrafía islámica, destacando la primera Kalimah y Shahada, usada por el ejército musulmán durante el califato Abbasí.

La yihad (en árabe, ﺟﻬﺎﺩ yihād: significa ‘esfuerzo’ y ‘lucha en el camino de Dios’, inglés o al francés, jihad) es considerada «el sexto pilar de islam» por una minoría de autoridades musulmanas. Yihad en su sentido más amplio, es definido clásicamente como «el poder extremo de alguien, esfuerzos, habilidades, o la capacidad en contienda con un objeto de desaprobación». Dependiendo del objeto, que suele ser un enemigo visible y los aspectos cotidianos de uno mismo, las diferentes categorías de la Yihad son definidas:
Cuando es usada sin justificación alguna es entendida en su aspecto militar. También se refiere a los esfuerzos de un fiel por lograr la perfección religiosa y moral.
Hay dos clases de yihad:
- La «yihad menor», que consiste en la defensa ante el ataque del enemigo. (La yihad que llevó a cabo el Profeta fue en defensa de la comunidad islámica (ummah) que era atacada encarnizadamente por los enemigos.)
- La «yihad mayor» que es la lucha en contra de nuestro ego, defectos y bajas pasiones.[45]

La defensa del islam, de los musulmanes o de sus países frente al enemigo externo puede efectivamente adquirir el carácter de lucha militar o guerra santa, y así se halla en el Corán, donde se anima a combatir contra los infieles si el islam resulta atacado:

Combate en el camino de Dios a quienes te combaten, pero no seas el agresor. Dios no ama a los agresores. Mátalos donde los encuentres, expúlsalos de donde te expulsaron. La persecución de los creyentes es peor que el homicidio: no los combatas junto a la mezquita sagrada hasta que te hayan combatido en ella. Si te combaten, mátalos: ésa es la recompensa de los infieles. Si dejan de atacarte, Dios será indulgente, misericordioso.
Corán, Sura 2:190-192.

### Chiismo
La teología del chiismo contiene cinco principios de la religión y además de los tres de los sunitas creen en dos otros, es decir: Tawhid (Monoteísmo), Nubuwwah (Profecía), Maad (El Día de la Resurrección), Imamah (Liderazgo), Adl (Justicia).
1. La Unicidad de Dios Tawhid - En la cosmovisión islámica la creencia más importante es la creencia en un Dios Único.[49]
2. Nubuwwah significa Profecía - Dios eligió a algunas personas para guiar a los seres humanos, a quienes envió a título de sus mensajeros.[49]
3. Imamah significa liderazgo y tutela, ya sea en los asuntos religiosos o mundanales sobre las personas, en sucesión al Profeta del islam.[49]
4. Adl (Justicia) - Los chiitas creen que hay bien intrínseco o el mal en las cosas, y que Dios les manda a hacer las cosas buenas y se prohibió el mal.[49]
5. Yaum al-Qiyamah - Día de la Resurrección, es la creencia en la resurrección de los muertos y la vida después de la muerte. Es una de las creencias religiosas generales fundamentales y en especial del islam.[49]

### Sunismo
Según el sunismo, la doctrina islámica tiene cinco pilares en su fe que forman parte de las acciones interiores de los musulmanes. Los pilares principales son:
1. La profesión de fe, es decir, aceptar el principio básico de que solo hay un Dios y que Mahoma es el último de sus profetas.
2. La oración.
3. El zakat o azaque (traducido a veces como limosna), es decir, compartir los recursos con los necesitados.
4. El ayuno en el mes de ramadán. En el cual no se come por un mes desde el rezo Fayr (comienzo del amanecer) hasta el rezo Magreb (puesta del sol).
5. La peregrinación a La Meca (para quien pueda) al menos una vez en la vida.

A los cinco pilares de la concepción suní añaden algunos el sexto pilar del yihad o esfuerzo en defensa de la fe. En términos estrictamente religiosos, se entiende fundamentalmente como un esfuerzo espiritual interior de cada creyente por vivificar su fe y vivir de acuerdo con ella. A esto se le llama yihad mayor, mientras que existe un yihad menor que consiste en predicar el islam o defenderlo de los ataques. De este último concepto nace la idea de yihad como lucha o guerra que se ha popularizado en todo el mundo.
Además, conforme al Corán, todos los musulmanes tienen que creer en Dios, sus ángeles, sus libros, sus profetas, la predestinación y en la próxima vida.

### Dios

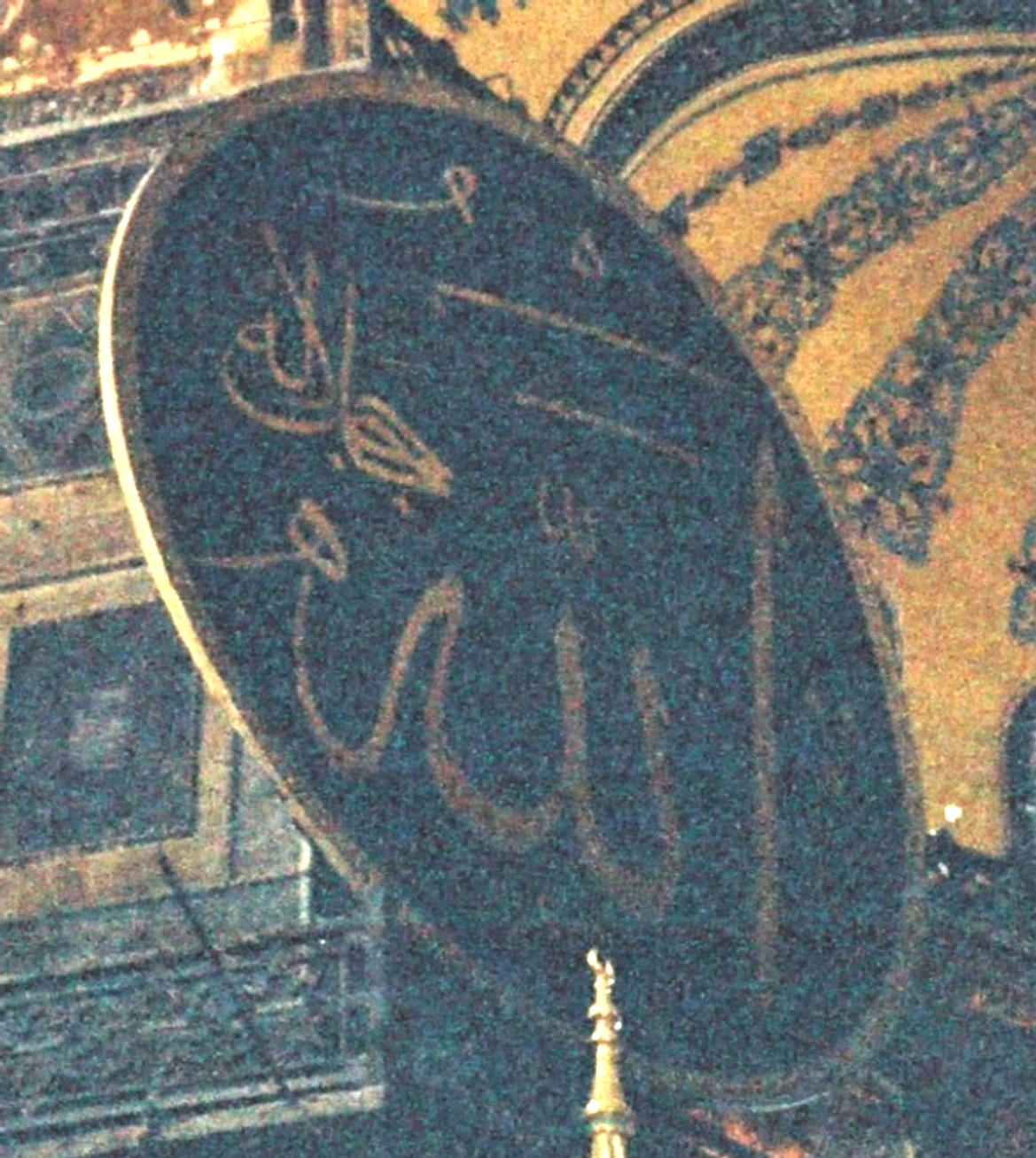
Medallón mostrando la palabra Alá. En Santa Sofía, Estambul (Turquía).

La creencia en la existencia de Dios es un principio común entre todas las doctrinas divinas, y básicamente, la diferencia substancial y fundamental entre una persona religiosa —cualquiera sea la doctrina que practique— y un individuo materialista, radica en esta cuestión.
Dios en el Corán se nombra a sí mismo como Alá, nombre derivado de la raíz semítica El. Aunque el término es conocido en Occidente como referencia al Dios musulmán, para los hablantes en árabe (de cualquier religión, incluidos cristianos y judíos) se emplea como referencia a "Dios". La creencia en Dios dentro del islam consiste en cuatro aspectos:
1. En Su existencia. Esto primeramente por guía del Creador a Su siervo,[55] posteriormente por evidencias del instinto natural del ser humano, la razón, los sentidos, signos en la creación y como prueba principal; los textos sagrados.[56][57]
2. En que Él es el único, en Sus actos y dominio de este Universo, es decir: El único Creador, Sustentador, Soberano, etc.
3. En que Él es la única divinidad y sustentador de las cualidades divinas, por lo tanto solamente Él es el merecedor de la adoración.
4. En Sus nombres y atributos: consiste en afirmar de Dios lo que ha afirmado de Sí mismo en el Corán o a través del profeta Mahoma, sobre sus nombres y atributos divinos, sin distorsión, negación, o asemejarlo a algo de este mundo.[58][59]

Dado que se trata del mismo Dios de cristianos y judíos, las cualidades que los musulmanes le atribuyen son básicamente las mismas que le atribuyen aquellos, pero hay diferencias considerables. Es reseñable, sin embargo, que el islam, a semejanza del judaísmo pero alejándose del cristianismo, insiste en su radical unidad (tawhid), es decir, que es uno y no tiene diversas personas (como afirma en cambio la mayoría de las corrientes cristianas con el dogma de la Trinidad) en su carácter incomparable e irrepresentable.
El islam se refiere a Dios también con otros noventa y nueve nombres, que son otros tantos epítetos referidos a cualidades de Dios, tales como El Clemente (Al-Rahmān), El Apreciadísimo (Al-'Azīz), El Creador (Al-Jāliq). El conjunto de los 99 Nombres de Dios recibe en árabe el nombre de al-asmā' al-husnà o ‘los más bellos nombres’, algunos de los cuales han sido utilizados asimismo por cristianos y judíos o han designado a dioses de la Arabia preislámica. Algunas tradiciones afirman que existe un centésimo nombre que permanece incognoscible, que es objeto de especulaciones místicas, y que se define en ocasiones como el Nombre Inmenso (ism al-'Azam), o como el Nombre de la Esencia, figura que existe igualmente en el judaísmo, y que ha tenido una gran importancia en el sufismo. Otras veces, se utiliza simplemente la palabra rabb (señor).
Mahoma dijo que Dios tenía noventa y nueve nombres; en este versículo del Corán se mencionan algunos:

Es Alá "no hay más Dios que Dios", el Conocedor de lo oculto y de lo patente. Es el Compasivo, el Misericordioso. Es Alá "no hay más dios que Dios", el Rey, el Santísimo, la Paz, Quien da Seguridad, el Custodio, el Poderoso, el Fuerte, el Sumo. ¡Gloria a Alá! ¡Está por encima de lo que Le asocian! Es Allāh, el Creador, el Hacedor, el Formador. Posee los nombres más bellos. Lo que está en los cielos y en la tierra Le glorifica. Es el Poderoso, el Sabio.
Corán 59:22-24.

La palabra Allāh está en el origen de algunas palabras españolas como "ojalá" (law šā llāh, si Dios quiere). En cuanto a la etimología de las palabras "olé" y "hala", el etimólogo Joan Corominas les atribuye un origen de creación expresiva por su similitud con otras expresiones francesas, inglesas y alemanas, mientras para el arabista Emilio García Gómez "olé" derivaría de la exclamación musulmana Wa-llâh, 'por Alá' o '¡por Dios!'.

#### Monoteísmo contra politeísmo
- Monoteísmo significa la creencia en la Unidad de Dios en todos los conceptos. Él es Uno en esencia. Él es el Único Creador. Él es el Único que dirige el mundo. Solamente Él merece la adoración y veneración. Y Él es Uno en muchos otros aspectos.[63]

Todos los eruditos islámicos dicen que la orden más importante que Dios da al hombre es que este reconozca su absoluta unicidad (en árabe: توحيد tawhid) y esto significa que lo adore únicamente a Él, y esta adoración no es válida excepto del monoteísta, por lo tanto Mahoma divulgó su mensaje entre hombres que tenían diferentes tipos de adoración: algunos adoraban ángeles, otros adoraban profetas y hombres piadosos, otros adoraban árboles, piedras, y entre ellos había quien adoraba al sol y a la luna. A todos ellos el Profeta les reprendió sus actos invitándolos al islam sin hacer distinción alguna.

¡Oh, humanos! Adorad a vuestro Señor, quien os creó a vosotros y a quienes os precedieron, para que así seáis piadosos. Él hizo de la Tierra un lugar habitable para vosotros y del cielo un techo, e hizo descender la lluvia del cielo con la que hace brotar frutos para vuestro sustento. No asociéis, pues, copartícipes a Alá, siendo que sabéis [que Él es el único Creador].
Corán 2:21-22.

Di: Él es Alá, la única divinidad. Alá es el Absoluto [de Quien todos necesitan, y Él no necesita de nadie]. No engendró, ni fue engendrado. No hay nada ni nadie que se asemeje a Él.
Corán 112:1-4.

La mayoría de los versículos del Corán sobre esta materia enfatizan la Unidad de Dios con respecto a la Creación, las órdenes (la dirección del mundo) y el culto. Primero llaman la atención del hombre al hecho de que solamente Dios es el Creador del mundo. Solamente Él tiene la autoridad soberana sobre el mismo. Luego extraen la conclusión de que solamente El merece ser adorado.
- La prohibición más seria en el islam es considerada como politeísmo[69] (en árabe: شرك shirk) y los actos siguientes son considerados como tal: tomar intermediarios ante Dios, suplicarle a los profetas, muertos o santos, las supersticiones, utilizar amuletos, piedras o talismanes para alejar el mal, sacrificar para otro que no sea Dios, la magia, consultar adivinos, la astrología, pedirle a cualquier tipo de imagen o estatua, jurar por otro que no sea Dios, hacer actos de adoración para aparentar, pedirle a Mahoma, etc.[70]

No invoques, en lugar de invocar a Alá, lo que no puede beneficiarte ni dañarte. Si lo hicieras, entonces, serías de los impíos. Si Alá te aflige con una desgracia, nadie sino Él podrá librarte de ella. Si Él te desea un bien, nadie podrá oponerse a Su favor. Se lo concede a quien Él quiere de Sus siervos. Él es el Indulgente, el Misericordioso.
Corán 10:106-107.

Alá no perdona que se Le asocie nada a Él; pero fuera de ello perdona a quien Le place. Quien asocie algo a Alá comete un pecado grave.
Corán 4:48.

El Corán refuta la teoría de la pluralidad de dioses de la siguiente manera:

Dios no ha adoptado un hijo ni hay otro dios junto a Él. Si así fuera, cada dios se habría atribuido lo que hubiera creado y unos habrían sido superiores a otros. ¡Gloria a Dios, por encima de lo que le atribuyen! Él es el Conocedor de lo oculto y de lo manifiesto. ¡Exaltado sea de lo que Le asocian!
Corán 23:91-92.

Si el mundo fuese a tener más de un creador, las relaciones subsecuentes estarían limitadas a asumir una de las siguientes formas:
1. Que cada uno de ellos tuviera autoridad soberana en una parte del mundo, por ejemplo, en la parte que el mismo creó. En este caso las distintas partes del mundo tendrían distintos sistemas totalmente independientes uno del otro. Pero nosotros vemos que todo el mundo tiene un sistema compacto, único, interrelacionado.
2. Que uno de los creadores y dios regional, tuviera una posición superior a la de todos los otros, para de esta manera mantener un tipo de coordinación y armonía general. En este caso, el que ejerce la autoridad suprema sería el real soberano de todo el mundo y todos los otros serían solamente sus funcionarios. (Esta alternativa desemboca en el monoteísmo).
3. Que cada uno de estos dioses tuviera autoridad sobre el mundo y fuera libre de actuar independientemente y dar órdenes como le plazca. En este caso habría un caos y confusión total y no habría ninguna ley ni orden, como dice el Corán:[63]

Si hubiera en ellos (los cielos y la tierra) otros dioses además de Dios, se corromperían sin duda. ¡Gloría a Dios, Señor del Trono, por encima de lo que Le atribuyen!
Corán 21:22.

### Ángeles

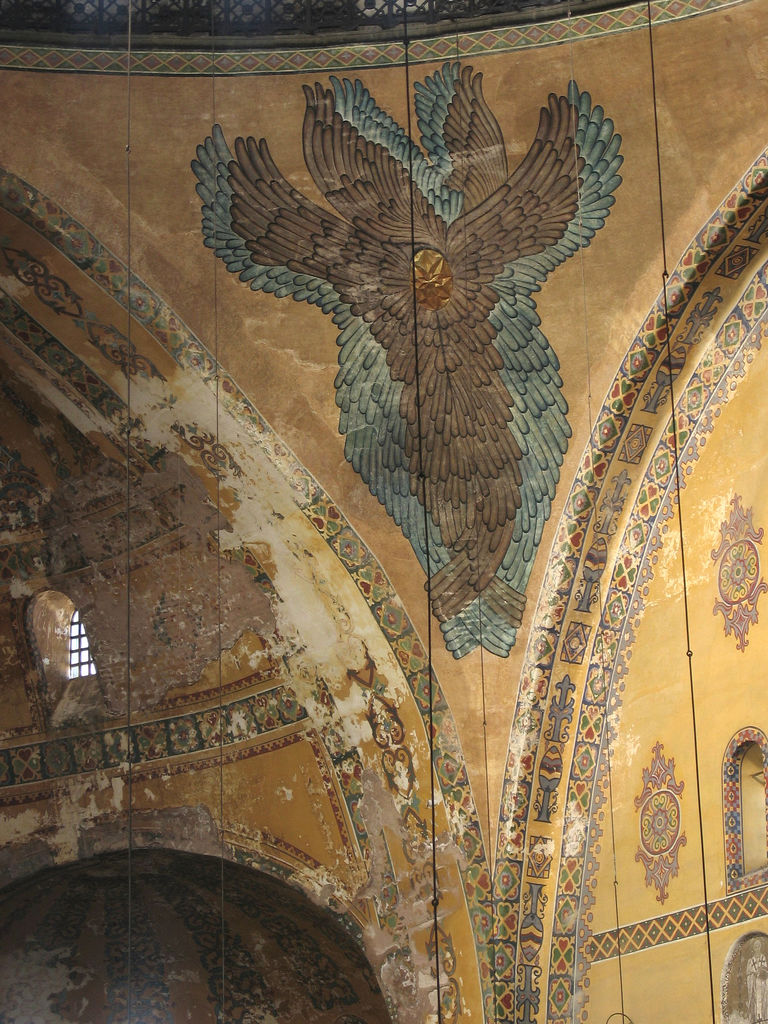
Ángel representado en un mosaico según la creencia Selyúcida.

Son criaturas que constituyen un intermedio entre Dios y este mundo visible y Dios les encargó los asuntos del mundo de la existencia y la legislación. Los ángeles son siervos honorables que nunca desobedecen a Dios en lo que les ordena. Todo lo que les manda lo llevan a cabo.
La fe en los ángeles dentro del islam consiste en:
1. Su existencia.
2. En aquellos ángeles de quienes se saben sus nombres (por la revelación), como Gabriel o Rafael, y de aquellos cuyos nombres ignoran, creen en ellos en general.
3. En sus cualidades, creen que el ángel Gabriel se le apareció a Mahoma en diferentes formas. Son siervos de Dios y no desobedecen a Dios en lo que les ordena, no poseen cualidades de señorío o divinidad, son una gran cantidad, muchísimos y su número solamente lo conoce Dios.[76]

Si en la Tierra hubiera habido ángeles andando tranquilamente, habríamos hecho que les bajara del cielo un ángel como enviado.
Corán 17:95.

### Libros revelados
La fe en los libros revelados dentro del islam comprende:
1. En que fueron descendidos y revelados por Dios:
  - El Corán (Qur’an) revelado al profeta Mahoma.
  - La Torá (At-Tawrat) revelada al profeta Moisés.
  - Los Salmos (Az-Zabur) revelados al rey David.
  - El Evangelio (Al-Injil) revelado a Jesús (Issah para los musulmanes), hijo de María (Maryam).[15]

Decid: Creemos en Alá y en lo que nos fue revelado, en lo que reveló a Abraham, a Ismael, Isaac, Jacob y las doce tribus [descendientes de los hijos de Jacobo], y lo que reveló a Moisés, Jesús y a los profetas. No discriminamos entre ellos, y nos sometemos a Él.
Corán 2:36.

1. Afirman lo legítimo que informan (en el caso del Corán afirman todo) y aquello que no ha sido tergiversado de los libros pasados. El Corán reconoce, pues, el origen divino de la Concep judía y el Evangelio cristiano, por ello llama a los cristianos y a los judíos ‘la gente del libro’ (Ahl al-Kitab), pero no reconoce la autenticidad de los textos que actualmente tienen por auténticos los fieles de dichas religiones; afirma que han estado expuestos al tahrif (تحريف) o distorsión por las personas, y como resultado no son cien por ciento confiables. De todas formas, la tradición católica no considera a la Biblia como única fuente de conocimiento, por lo que no entraría en contradicción con el cristianismo si se considera desde este punto de vista.[79]
2. Creen que deben actuar con las reglas y leyes que no han sido abolidas de ellos, y que el Corán abroga a todos los libros excepto en algunas leyes, para los musulmanes. Acerca de los asuntos que no abarca el Corán ni los dichos de Mahoma, como sucesos o datos históricos y no contradicen al islam, no los afirman ni los niegan a priori.

#### Corán

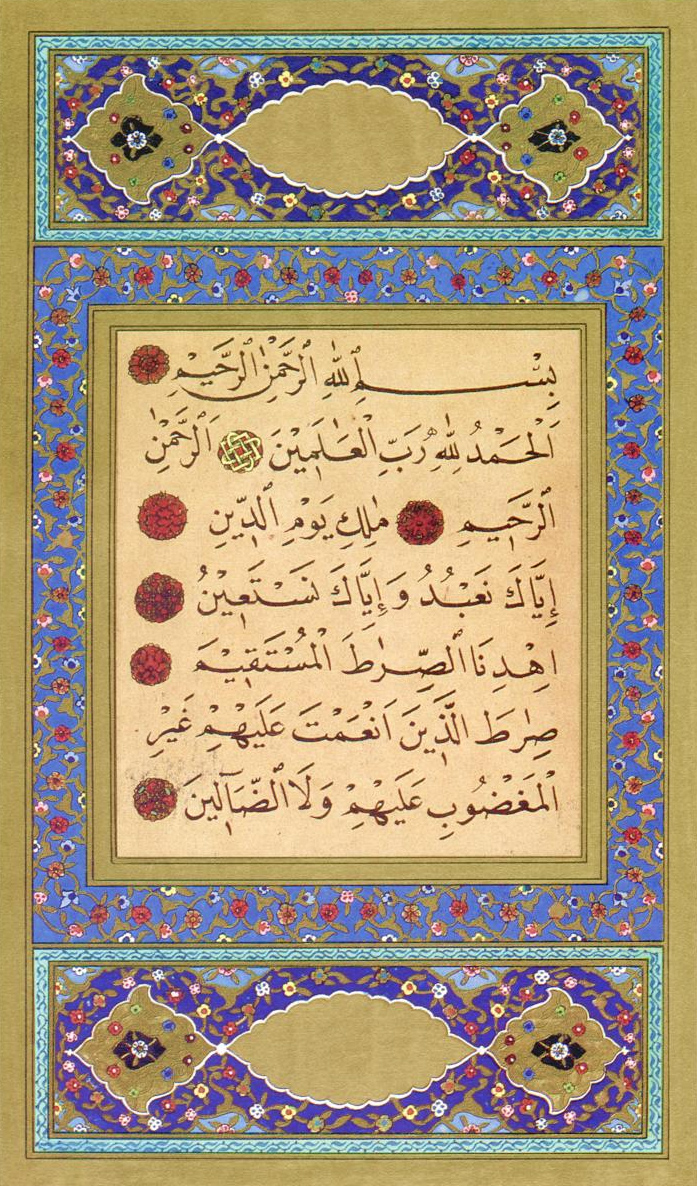
La primera azora en una copia manuscrita del Corán.

El Corán significa en idioma árabe la recitación por excelencia. Es el libro revelado al Profeta Mahoma por el Arcángel Gabriel de parte de Dios Altísimo.
El Sagrado Corán es el milagro por excelencia de Mahoma, ya que los árabes, especialmente en la época del Profeta, el año 600 d. C.
Existen numerosas tradiciones y diferentes puntos de vista en cuanto al proceso de compilación del Corán. La mayoría de los musulmanes aceptan lo que indican diversos hadices: el primer califa, Abu Bakr, ordenó a Zaid ibn Zabit compilar todos los auténticos versos del Corán, tal como se preservaban en forma escrita o a través de la tradición oral. La compilación realizada por Zaid, conservada por la viuda de Mahoma, Hafsa bint Umar, y que fue utilizada por 'Uthmān, es la base del Corán actual.
La versión de 'Uthmān organiza las azoras (capítulos) según su extensión, de forma que las más largas se encuentran al comienzo del Corán y las más cortas al final. Hay teorías que indican que este orden no cronológico de las azoras fue establecido por Dios.

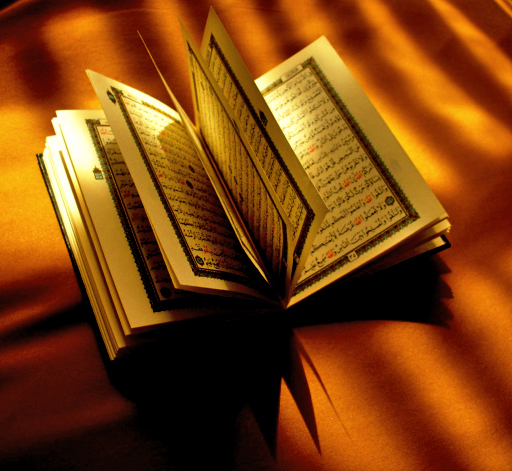
El Corán, versión moderna de Al-Azhar, 1123.

El Corán fue escrito originalmente en escritura hijazi, masq, ma'il y cúfica. En un principio, sin vocales, solo con consonantes, siguiendo la técnica de escritura vigente hasta entonces en árabe y en otras lenguas semíticas de la península arábiga. Para evitar posibles desacuerdos en cuanto al contenido de los versos del Corán, se crearon marcas diacríticas que indicaran las vocales o la ausencia de estas, el fonema hamza y la prolongación o geminación de consonantes. En cambio, no tiene signos de puntuación, interrogación o exclamación, pues el idioma árabe contaba con partículas (palabras breves) de interrogación y de énfasis.
La forma del Corán más utilizada actualmente es el texto de Al-Azhar de 1123, preparado por un grupo de prestigiosos eruditos de la Universidad de Al-Azhar de El Cairo.
La mayor parte de los musulmanes veneran el libro del Corán. Lo envuelven en paños limpios y se lavan las manos antes de los rezos o para leerlo. Los ejemplares coránicos en desuso no se destruyen como papel viejo, sino que se queman o se depositan en "tumbas" para el Corán.
Muchos mahometanos memorizan al menos parte del Corán en su idioma original. Aquellos que memorizan totalmente el Corán son conocidos como hāfiz. En la actualidad existen millones de hāfiz en el mundo.
Desde el comienzo del islam, la mayoría de los musulmanes consideran que el Corán es perfecto únicamente en la versión árabe en la que fue revelado. Las traducciones son interpretaciones no infalibles del texto original. Muchas versiones actuales del Corán indican la versión original en árabe en una página y la traducción vernácula en otra.

### Profetas
El Corán afirma que Dios mandó un mensajero (profeta) a cada comunidad, llamando adorar únicamente a Dios, y a descreer en todo lo que es adorado fuera de Él.
Cada uno de ellos era veraz, guiado y recto, y obedecieron a Dios en lo que les fue encomendado, ninguno de ellos cambió o alteró su mensaje. Todos ellos eran seres humanos, creaciones de Dios, sin cualidades de divinidad o Señorío, y no pueden responder si se les pide ayuda. El Corán menciona más de veinte profetas, desde Adán hasta Mahoma y llama a Mahoma, «sello de la profecía», creen que Su misión era devolver el mensaje divino a su pureza inicial, como en su momento hizo Jesús de Nazaret o Issah ibn Maryam en árabe (Issah: Jesús, Ibn: ‘hijo’, Mariam: María), a quien Alá en el Corán lo considera como un profeta y no su hijo.
Estos son todos los que fueron mencionados en el Sagrado Corán:
Adán, Idrís, Noé, Hud, Sálih, Abrahán, Lot, Ismael, Isaac, Jacob, José, Aiyúb, Shu’aib, Moisés, Aarón, Jonás, David, Salomón, Elías, Iasá', Zacarías, Juan, Jesús, según muchos comentaristas también Dul Kífl, y el último de los profetas y Sello de la Profecía, Muhámmad Ibn Abd Allah.
Entre ellos, Noé, Abraham, Moisés, Jesús y Mahoma tuvieron una misión universal y trajeron nuevos códigos de ley y una Sharîat (Ley Divina). Ellos son llamados Ûlûl ‘azm significando «los poseedores de determinación».

#### Mahoma

Representación común de caligrafía del nombre de Mahoma.

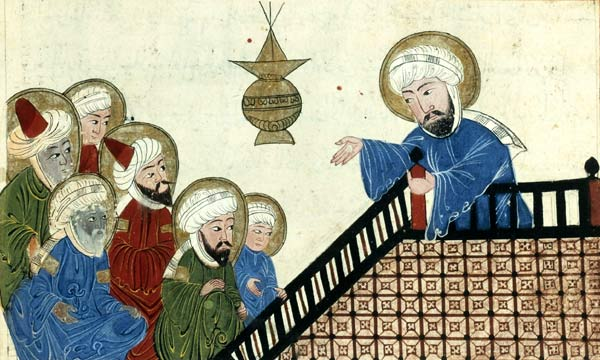
Ilustración del de una copia de un manuscrito de Al-Biruni que representa a Mahoma predicando el Corán en La Meca.

Muhammad Bin Abdullah Bin Abdul-Muttalib Bin Hashem (Año del Elefante/570 d. C., La Meca-632 d. C., Medina). Según los musulmanes, profeta del islam, Mahoma es uno de los archiprofetas (Ulul ‘Azm), y el último profeta divino cuyo principal milagro fuese el Corán. Su invitación fue al monoteísmo y a la moral. La opinión de los musulmanes no es la del creador de una nueva religión, sino como el restaurador de la original, la fe monoteísta de Adán, Abraham y de otros que se había corrompido. En la tradición musulmana, Mahoma se ve como el último y el más grande de una serie de profetas, como un hombre muy cercano a la perfección, poseedor de virtudes en todos los campos de la vida, espirituales, políticos, militares y sociales. Por 23 años de su vida, comenzando a la edad de 40, Mahoma divulgó la recepción de revelaciones de Dios. El contenido de estas revelaciones, conocido como el Corán, era memorizado y registrado por sus compañeros. Durante este tiempo, Mahoma predicó a la gente de La Meca, implorándole que abandonase el politeísmo. Aunque algunos se convirtieron al islam, Mahoma y sus seguidores fueron perseguidos por las autoridades principales de Meca. Después de trece años de predicación, Mahoma y los musulmanes realizaron la Hégira («emigración») a la ciudad de Medina (conocida antes como Yathrib) en 622. Allí, con los convertidos de Medina (ansar) y los emigrantes de La Meca (muhayirun), Mahoma estableció su autoridad política y religiosa.
La Sunna, libros que contienen la compilación de la vida de Mahoma, es de gran valor para muchos musulmanes, y la creen indispensable para la interpretación del Corán. Esto se debe a que se tiene registrado en ella que el mismo Mahoma les ordenó a sus compañeros que escribieran todo lo que él decía. Y conforme al Corán, toman sus palabras como revelación.
Según la tradición, Mahoma era una persona de carácter excelente, bien parecido, iletrado y un profeta para toda la humanidad. Es frecuente entre los devotos la creencia en que el hecho de que Mahoma fuera analfabeto es una señal más de que solo pudo recibir el Corán por revelación divina, dada la complejidad del libro.

#### Jesús de Nazaret y el islam
Según el Corán, Jesús (llamado Isa) fue uno de los profetas más queridos por Dios y, a diferencia de lo que ocurre en el cristianismo, para los musulmanes no tiene carácter divino.
El Corán confirma su nacimiento virginal. Dios purificó a su madre María. Existe un capítulo entero en el Corán llamado "Maryam" (María). El Corán describe el nacimiento de Jesús como sigue:

(40) Acuérdate de cuando los ángeles dijeron: «¡Oh María! Dios te albricia con un Verbo, emanado de Él, cuyo nombre es el Mesías, Jesús, hijo de María, que será ilustre en este mundo y en el otro, y estará entre los próximos a Dios, (41) hablará a los hombres, en la cuna, con madurez, y estará entre los justos.» (42) Ella dijo: «Señor mío: ¿cómo tendré un hijo si no me ha tocado ningún mortal?». Él dijo: «Así: Dios crea lo que quiere. Cuando decreta algo, solo dice: “¡Sé!”, y es».
Corán, 3:40-41 (traducción de Juan Vernet).

Jesús nació milagrosamente [sin padre] por orden de Dios quien creó a Adán sin padre ni madre. Dios dijo:

Jesús es, ante Dios, igual que Adán, al que creó del polvo. Luego le dijo «Sé», y fue.
Corán, 3:52 (traducción de Juan Vernet).

Durante su misión profética, Jesús hizo varios milagros. Dios nos dice que Jesús dijo:

Dios le enseñará el Libro, la Sabiduría, el Pentateuco y el Evangelio. Y he sido enviado a los Hijos de Israel diciendo: He venido a vosotros con una aleya procedente de vuestro Señor. Yo os haré, de arcilla, algo semejante en la forma a los pájaros; soplaré en ella y se transformará en pájaros con el permiso de Dios; curaré al ciego de nacimiento y al leproso, resucitaré a los muertos con el permiso de Dios. Os anunciaré lo que coméis y lo que atesoráis en vuestras casas. Realmente, en esto hay una aleya para vosotros, si sois creyentes.
Corán, 3:43 (traducción de Juan Vernet).

Los musulmanes creen que Jesús no fue crucificado (y mucho menos que murió en la cruz). Era el plan de los enemigos de Jesús el crucificarlo (y matarlo), pero Dios lo salvó y lo elevó hacia Sí. La apariencia de Jesús fue colocada sobre otra persona, y los enemigos de Jesús aprehendieron a este hombre y lo crucificaron, pensando que era Jesús. Dios dijo:

Ellos dicen: «Ciertamente, nosotros hemos matado al Mesías, Jesús, hijo de María, Enviado de Dios», pero no le mataron ni le crucificaron, pero a ellos se lo pareció. Quienes discuten y están en duda acerca de Jesús, no tienen conocimiento directo de él: siguen una opinión, pues, con certitud, no le mataron, al contrario, Dios le elevó hacia Él, pues Dios es poderoso y sabio.
Corán, 3:156 (traducción de Juan Vernet).

### Predestinación
La predestinación forma parte de las creencias islámicas categóricas que nos llegan en el Libro de Dios y la tradición profética.
Los pilares de la creencia de la predestinación en el islam son cuatro:
1. En que el conocimiento de Dios abarca todas las cosas.[99]
2. En que Dios ha escrito todo en una tabla preservada Al Laûh Al Mahfudh.[100]
3. Todo lo que sucede es porque Dios quiere que suceda y lo que no quiere que suceda es imposible que suceda.[101]
4. La creación de todas las criaturas y seres vivientes son por deseo de Dios, conforme a Él lo sabía en la eternidad y como se escribió en la tabla preservada. Así que toda criatura, su ser y sus actos, son creación de Dios.[102]

Creen que todos los acontecimientos sean buenos o malos, beneficiosos o dañinos, ocurren por la predestinación y el designio de Alá, pero que a la vez el ser humano tiene una facultad de elección, mas esta no es total.

### Vida eterna
Todas las religiones celestiales están de acuerdo en la necesidad de la fe en el Más Allá y la exigencia de la creencia en la Resurrección. La muerte no es el final de la vida y la extinción, sino una transición de un estado de existencia a otro. En realidad, es el traslado hacia una vida eterna que damos en llamar «La Resurrección», solo que entre esos dos estados de existencia hay un tercero intermedio que es denominado Barzaj, y al morir el ser humano es trasladado a ese estado hasta que acontezca la Hora de la Resurrección.
Creen en una vida dentro de la tumba después de la muerte y en su tribulación.
Ellos creen que el tiempo de Qiyāmah es predestinado por Dios, pero no fue revelado a los hombres. El juicio y las pruebas precedentes y durante el Qiyāmah son descritas en el Corán y el Hadiz, y también en los comentarios de eruditos islámicos, en la retribución y rendición de cuentas ante Dios, que cada individuo recibirá un libro escrito por los ángeles que incluirá una mención completa de todas las obras que realizó el ser humano en la vida terrena, quien lo reciba en la diestra será de los exitosos y quien lo reciba en la mano izquierda será de los perdedores, en el Paraíso y el Infierno, así como en las Señales que indican la llegada de la Última Hora, afirman que la primera era la llegada del profeta Mahoma y entre las últimas es el retorno del profeta Jesús que romperá las cruces y legislará con el islam.

#### Resurrección y juicio
La creencia en "El día de Resurrección", yawm al-Qiyāmah (también conocido como yawm ad-dīn, "El día del juicio final" y as-sā`a, "La última hora") es asimismo crucial para los mahometanos.
El Corán acentúa la resurrección corporal, una rotura del entendimiento preislámico de muerte. Esto declara que la resurrección será seguida de la reunión de toda la humanidad, culminando en su juicio por Dios.
El Corán hace referencia a varios pecados que pueden condenar a una persona al Jahanam (como la incredulidad, la usura y la falta de honradez). Los musulmanes ven el paraíso, Janah, como un lugar de alegría y dicha, con referencias del Corán que describen sus rasgos y los placeres físicos de dicho lugar. Hay también referencias a una aceptación de mayor júbilo por Dios. Tradiciones místicas en el islam colocan estos placeres divinos en el contexto de una conciencia extática de Dios.
En el Sagrado Corán se ha llamado al «Retorno» de muchas formas, como: «El Día de la Resurrección», «El Día del Cómputo», «El Último Día», «El Día del Resurgimiento» y de otras maneras.

## Derecho y jurisprudencia islámicos
La sharía (literalmente: ‘el camino que conduce al abrevadero’), es la ley divina, en el sentido de que es la encarnación concreta de la voluntad divina que el hombre debería seguir tanto en su vida privada como en sociedad. En cada religión, la voluntad divina se manifiesta de un modo u otro y los mandamientos morales y espirituales de cada religión son de origen divino. Pero en el islam, la encarnación de la voluntad divina no solo es un conjunto de enseñanzas generales sino concretas. Al hombre se le dice no solo que sea caritativo, sino cómo serlo en circunstancias particulares de la vida. La sharía contiene los mandamientos de la voluntad divina en su aplicación a cada situación de la vida. Es la ley que Dios quiere que siga el musulmán en su vida. Por lo tanto, es la guía de la acción humana y abarca todas las facetas de la vida humana. Al vivir según la sharía, el hombre coloca toda su existencia en "manos" de Dios. La sharía, al tener en cuenta todos los aspectos de la acción humana, santifica la vida entera y le da un significado religioso a las actividades que podrían parecer más mundanales. En el islam, sharia es la expresión del divino destino «y constituye un sistema de deberes que son encargados a un mahometano en virtud de su creencia religiosa».
Los sabios musulmanes la interpretan como: «Los juicios que Dios determina para que el hombre sea feliz en esta vida y en la próxima».
Ciertos grupos musulmanes la prefieren sobre otros sistemas por lo siguiente:
1. Las fuentes de donde se deriva: aseguran que su origen es Alá, caracterizado por ser perfecto,[13] lejano de cualquier defecto, deseo o pasión. En cambio, consideran que el hombre es deficiente e imperfecto,[114] ignorante acerca de lo que es mejor para él o que le perjudique; es común que el hombre sea dominado por sus intereses y sus deseos, adelantando el beneficio propio sobre el beneficio general.
2. Los propósitos: dicen que busca el mejor estado del hombre,[79] la purificación de su corazón, la tranquilidad de su alma, su sentimiento por actuar, da suma importancia al bien familiar, a su intelecto, honor y propiedades, el establecimiento de una buena relación entre él y su hermano, entre él y su creador. En cambio, consideran que la ley del hombre busca regular las relaciones entre las personas pero omite ciertos aspectos morales y éticos en la vida del hombre; bajo el título de libertad cae en acciones que, según su punto de vista, perjudican a su persona o a la comunidad, como el alcohol y el adulterio.
3. La recompensa: argumentan que la legislación islámica toma en cuenta las acciones interiores como exteriores. En cambio, la ley del hombre no interfiere en casos interiores o preliminares, sino en aquellos que ya se han presentado, como violaciones hacia los demás.
4. La adoración y el efecto: para los musulmanes el legislar con ella es adoración, se recibe recompensa por ello en esta vida y en la otra; el diferenciarla merece el castigo en esta vida por los jueces y sabios de la legislación y en la otra próxima vida por Dios. En cuanto a los otros sistemas, omiten totalmente una recompensa en la próxima vida, el obrar con ellos no es adoración, es simplemente algo mundanal.
5. El establecimiento y la continuidad: ven la ley islámica como perpetua y permanente, lo que es prohibido no puede llegar a ser permitido. En cambio, la ley del hombre es cambiante respecto a las ideologías de las personas en cargo, por el cambio de la sociedad, o por los intereses o deseos del hombre; algo que hoy es permitido, en otro tiempo lo deja de ser y viceversa, es por eso que se presentan diferentes discusiones acerca de lo que es correcto e incorrecto.
6. Generalización: consideran que es para todos los hombres, tiempos y lugares. Del mismo modo creen que encierra todos los aspectos políticos, económicos, militares, sociales y culturales. En cambio, la del hombre necesita constante renovación.

El derecho islámico cubre todos los aspectos de la vida del musulmán. Aquellas leyes islámicas que están expresamente descritas en el Corán se denominan hudud. Incluyen la prohibición del homicidio, relaciones sexuales extramaritales, consumo de alcohol y juegos de azar. El Corán también detalla leyes relacionadas con la herencia, el matrimonio, la compensación en los casos de homicidio o daños físicos, así como reglas para el ayuno, el azaque y la oración. Los preceptos y prohibiciones son interpretados en la práctica por los eruditos en religión o ulemas.
Según la opinión de chiita Los principios de la Ley contenidos en el Corán fueron explicados y amplificados en los hadices y la sunna de Mahoma, que constituyen la segunda fuente básica de la Ley. Éstos, a su vez, fueron entendidos con la ayuda del consenso de la comunidad islámica (iŷmâ‘). Finalmente, estas fuentes de la ley fueron completadas por el razonamiento humano analógico (qiyâs) donde fue necesario. Según el punto de vista islámico tradicional, por lo tanto, las fuentes de la sharía son el Corán, los hadices, el iŷmâ‘ y el qiyâs, los dos primeros de los cuales son los más importantes y son aceptados por todas las escuelas jurídicas, mientras que los otros dos son considerados de menor importancia o bien son rechazados por alguna de las escuelas.
Otros aspectos legales son dirimidos por los takzir o jueces. Se les da el poder de dictar sentencia siempre que se atengan a los principios del Corán y la Sunna («tradición»). El derecho y jurisprudencia islámicos son directamente aplicables cuando la constitución del país involucrado así lo establece, como es el caso de Arabia Saudita o Irán. De otro modo, se aplica la legislación sancionada por el Estado, que, según el caso, puede coincidir en mayor o menor medida con la sharía.

### Fuentes de la doctrina islámica

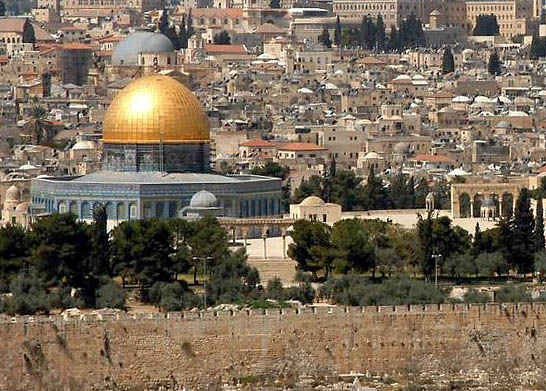
La mezquita de la Cúpula de la Roca de Jerusalén, uno de los lugares sagrados del islam.

## Sistema político

El Imperio islámico bajo los califas.
Expansión bajo el profeta Mahoma, 622-632
Expansión bajo los Califas ortodoxos, 632-661
Expansión durante la dinastía omeya, 661-750

## Sociedad islámica

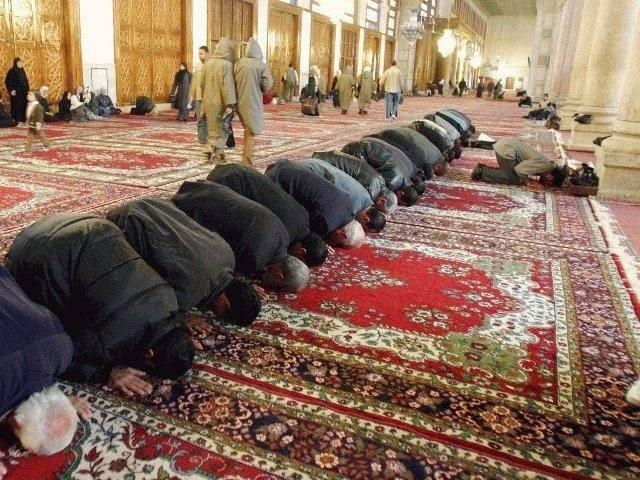
En el islam el hombre está creado para adorar a Dios.

### Familia

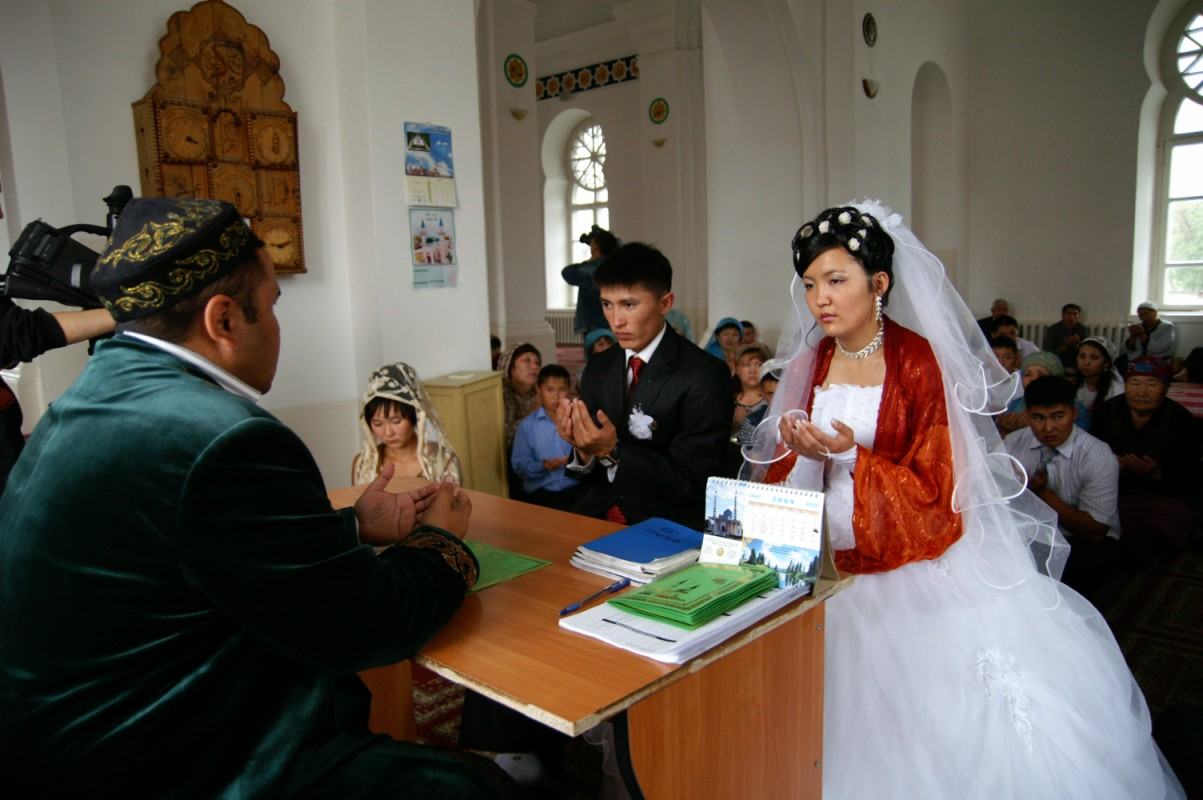
Boda en la mezquita, Kazajistán.

#### Matrimonio

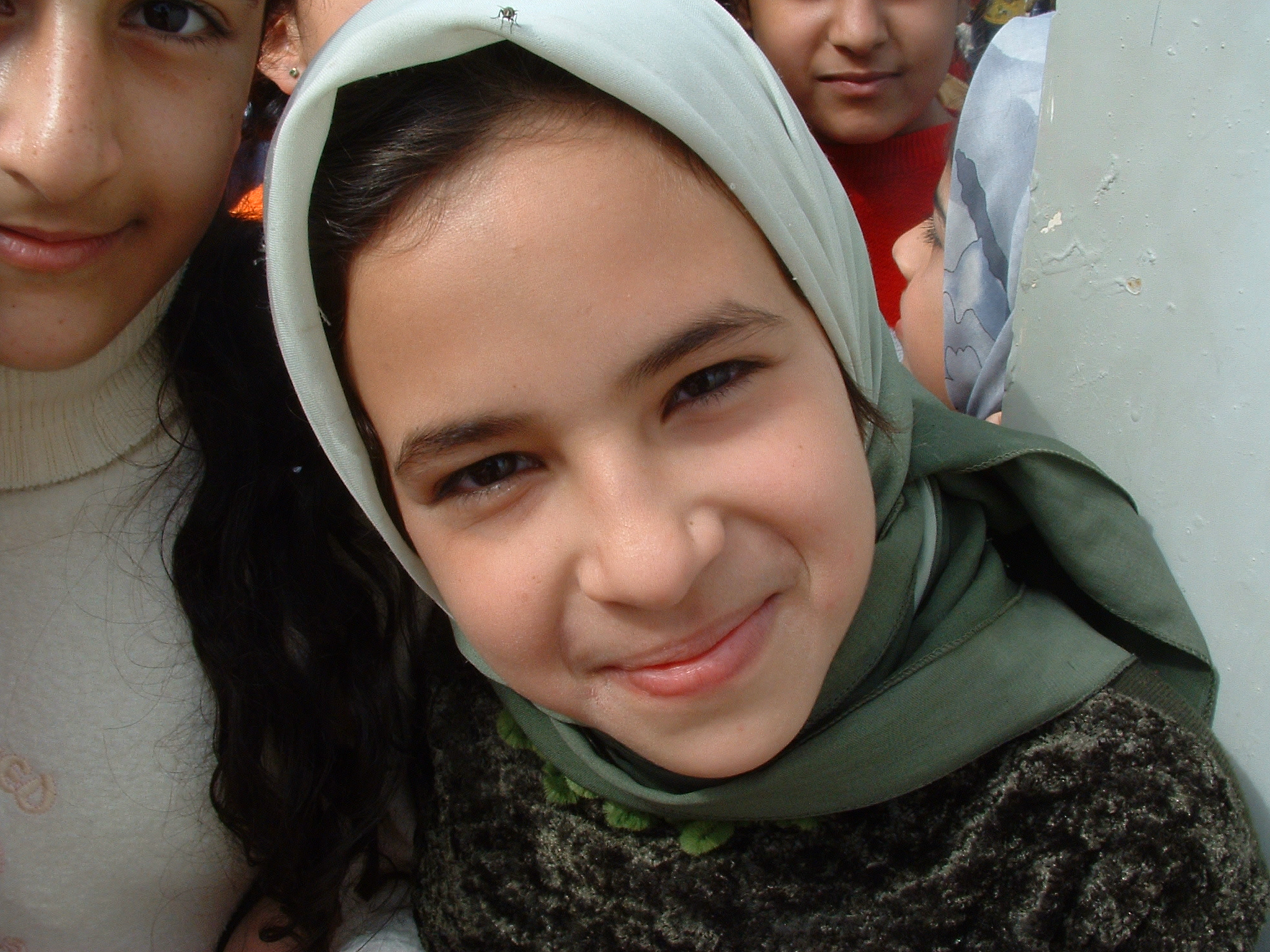
Niña iraquí sonriendo.